# Jan Karlsson (lutte)
Pour les articles homonymes, voir Jan Karlsson.
Jan Egon Karlsson est un lutteur suédois, né le 15 novembre 1945, double médaillé olympique en lutte gréco-romaine, et lutte libre à Munich.

## Palmarès
Dans la catégorie poids welters (moins de 74 kg): 

### Jeux olympiques
- Montréal 1976
  - Participation  en lutte gréco-romaine et libre
- Munich 1972
  -  Médaille d'argent en libre
  -  Médaille de bronze en gréco-romaine
- Mexico 1968
  - Participation  en lutte gréco-romaine et libre

### Championnats du monde de lutte
- en 1973, à Téhéran.
  -  Médaille d'argent en gréco-romaine
  -  Médaille de bronze en libre

### Championnats d'Europe
- Médaille d'or en lutte gréco-romaine en 1975, à Ludwigshafen.
- Médaille d'argent en lutte libre en 1970, à Berlin.
- Médaille de bronze en lutte gréco-romaine en 1969, à Modène.
- Médaille de bronze en lutte libre en 1968, à Skopje.